# Museo fonográfico alemán
El museo fonográfico alemán (Deutsches Phonomuseum) es un museo en el centro de la ciudad St. Georgen en la Selva Negra, Baden-Wurtemberg. Cuenta con más de 250 objetos que muestran el desarrollo del registro del sonido de los comienzos con el fonógrafo a la actualidad. Entre otras cosas, se dedica en particular a los productos de las empresas locales DUAL y PE que han cesado de existir.

## Enlaces
- Portal del museo fonográfico alemán en el sitio web de St. Georgen

- Datos: Q1205882